# Монтебелло-Вичентино
Монтебелло-Вичентино (итал. Montebello Vicentino) — коммуна в Италии, располагается в провинции Виченца области Венеция.
Население составляет 6000 человек, плотность населения составляет 285 чел./км². Занимает площадь 21 км². Почтовый индекс — 36054. Телефонный код — 0444.
Покровителем коммуны почитается святой Иоанн Креститель. Праздник ежегодно празднуется 24 июня.